# Cosmarium denticulatum
Cosmarium denticulatum là một loài Song tinh tảo trong họ Desmidiaceae, thuộc chi Cosmarium.